# 동방휘침성 ~ Double Dealing Character
《동방휘침성 ~ Double Dealing Character》(일본어: 東方輝針城 〜 Double Dealing Character. 도호키신조[*])은 동방 프로젝트의 열네번째 시리즈 게임이다.

## 시스템
전작에도 그렇듯이, 잔기조각을 모아서 잔기를 만들고, 스펠카드 조각을 모아서 스펠 카드를 만든다. 전작엔 없었던 시스템 하나가 추가되었는데, 특정량의 아이템을 동시에 모으면(스펠 카드를 사용하거나, Item Border Line 위로 이동) 보너스로 스펠 카드 조각을 하나 더 준다. 보너스 5번째는 잔기 조각도 준다. 또한, 탄막을 재대로 즐길수 있도록 복잡한 시스템을 제거했다고 한다.

## 줄거리
환상향에서 얌전하던 요괴들이 갑자기 날뛰기 시작해 소란이 일어나고 있었다. 동시에, 도구가 마음대로 움직이는 현상도 일어나기 시작했다. 하쿠레이 레이무가 날뛰는 요괴들을 퇴치해 나가면, 하늘에 거꾸로 세워진 성 〈휘침성〉에 겨우 도착한다.
안에 있던 것은 아마노자쿠 키진 세이자와 난쟁이(소인) 스쿠나 신묘마루였다. 그녀들은 약자가 힘을 얻는 세상을 바라고 요술망치를 사용해 환상향을 반대로 뒤집으려고 했다.
그녀들을 쓰러뜨린 후, 요술망치의 마력은 회수되고, 요괴들은 원래대로 조용해졌다.

## 주인공 소개
플레이어 기체는 하쿠레이 레이무, 키리사메 마리사 외에 이자요이 사쿠야도 있다.

### 하쿠레이 레이무
하쿠레이 신사의 무녀. 봉제 막대가 요괴를 마음대로 쫓아내게 되었는데 편리했기 때문에 안개의 호수에서 요괴가 날뛰고 있다고 듣고 조사에 향한다.

### 키리사메 마리사
마법사. 미니 팔괘로가 요기에 반응하고 불을 뿜게 되었는데 화력이 커지고 매력적이어서 가만히 놓았다. 레이무에게 앞질리지 않으려고 요괴 퇴치에 향한다.

### 이자요이 사쿠야
홍마관의 메이드. 함부로 적을 향해서 요검을 우연히 손에 넣었다. 안개의 호수의 모습을 보고 검 사용법을 시험하는 김에 조사로 향한다.

## 기타 등장인물

### 신규 등장인물

#### 와카사기히메
안개 호수에 사는 인어. 얌전한 요괴로 카게로우 가라사대 「소심하여 벌레도 죽이지 않는 성격」이라는 것. 인간에게 적대심은 가지고 있지 않다. 요술 망치의 마력에 의해 기세등등해져 날뛰기 시작했다.
카게로는 "풀뿌리 요괴 네트워크"에서 알게 된 모양으로 그녀에게 먹을 뻔 한 일이 있는 것 같다.

#### 세키반키
인간의 마을에서 인간들 가운데 섞여 살고 있는 로쿠로쿠비. 평소에는 마을에서 인간들 사이에서 혼자 조용히 생활하고 있는 요괴이며, 인간도 요괴와도 허물 수 없는 높은 자존심으로 사물을 삐딱하게 보는 성격의 소유자(그 성격이 중2를 만든다<퍽). "심기루心綺楼"의 한 가지 사건을 부정적으로 보고 있었다. 요술 망치의 마력에 사로잡혀, 레이무를 습격하나 격퇴되었다.
"머리를 날리는 정도의 능력 '을 가지고 있고, 작중에서는 몸통에서 머리를 분리하여 머리와 몸통에서 탄막을 발하거나 분리된 머리를 최대 9 개까지 분신 혹은 증식시켜 탄막을 발사하는 등의 공격을 한다(머리의 수는 난이도에 따라 변화). 늘어난 머리는 각개 격파 가능하다. 근데 어찌 된건지 마지막 3개는 격파가 힘들다.

#### 이마이즈미 카게로
동방휘침성 3면 보스. 미혹의 죽림에 사는 여자 늑대인간. (1905년 멸종된) 일본늑대(니홍오오카미)로 변신할 수 있다.
차분한 성격으로, 그 성격은 변신도 다르지 않다. 본인은 "자신의 의사로 날뛰고 있다"고 주장했지만 실제로는 요술 망치의 마력에 의해 흉포하게 되어 있었다. 원래는 '털이 많이 난다 ","탈모 처리가 번잡하다 "등의 이유로 보름달 밤, 적막하게 살고 있다. 싸움에 힘들 것 같은 (마리사의 말) 롱 타입의 드레스를 입고 있지만, 이것은 보름달 밤에 나는 체모에 당황하여 그것을 감추기 위한 것.
본편 중 그림을 잘 보면 팔목에서 체모가 보일 듯 말 듯 하고 있다. 와카사기히메는 "풀뿌리 요괴 네트워크"에서 알게 된 모양으로, 본인에 따르면 실수로 그녀를 먹을 뻔한 일이 있다. 드레스 무늬가 화투 "8광 芒に月"과 같은 무늬가 있으며, ZUN은 화투를 주제로 다룬 것에 대해서는 "3면뿐입니다」라고 코멘트하고 있다.

#### 츠쿠모 벤벤
비파의 츠쿠모가미. 어른스러운 언니 역. 갑자기 공중에 나타난 휘침성輝針城에 의해 큰 힘이 솟아 나오는 것을 알고, 도구의 힘으로 세계를 정복하려고 휘침성輝針城을 목표로 하고 있었다. 야츠하시는 자매라고 말하고 있지만, 츠쿠모가미가 된 시기가 같을 뿐이며, 혈연 관계는 없다.

#### 츠쿠모 야츠하시
거문고의 츠쿠모가미. 기센 성격의 여동생 스타일. 벤벤과 마찬가지로 휘침성을 노리고 있다.

#### 키진 세이자
5면 보스, 만악의 근원, 이번 이변의 흑막. 마음이 비틀려서 은혜도 복수로 갚는 둥 남들이 좋아하는 것을 싫어하고 남이 슬퍼하고 화내는것을 좋아한다고 한다. 남이 자신을 욕하거나 모욕해도 슬퍼하지 않고 기뻐한다고 한다. 최종 목적은 강한자에게 핍박받는 약한자들을 강한자들로부터 해방하는 것이었는데 자신은 그럴 힘을 가지고 있지 않았기 때문에 스쿠나 신묘마루의 요술망치를 사용하려 했으나 잇슨보시의 자손이 아니기 때문에 요술망치를 사용할 수 없었고 자신이 대신 그 요술망치를 사용할 수 있는 스쿠나 신묘마루에게 접근, 환상향의 강약을 뒤집어 버린다. 능력은 뭐든지 뒤집는 정도의 능력. 종족은 아마노쟈쿠이다.

#### 스쿠나 신묘마루
소인족, 키진 세이자에게 잘못된 소인족 역사를 듣고 환상향에게 복수를 한다고함. 잇슨보시의 후손. 스쿠나 신묘마루가 가진 망치는 사용하면 대가를 치러야 하는데, 신묘마루는 다른 소인족들이 이것에 대해 말을 해주지 않아서 모르고 있었다고함. 스쿠나 신묘마루가 망치를 사용한 덕에, 마력이 원래 사용하려던 곳에만 가지않고, 다른데에서도 영향이 미쳐 도구들이 츠쿠모가미가 되는 현상(이번 이변)이 일어나게 되었다. 능력은 요술망치를 다룰 수 있는 정도의 능력. 게임 플레이시, 신묘마루는 망치덕에 몸이 커져있으나 지고나서 몸이 다시 작아진다.

#### 호리카와 라이코
북의 츠쿠모가미(원래는 와다이코). 자신을 츠쿠모가미를 만든것이 오니의 힘인것을 알고, 이대로라면 토사쿠팽을 당할거라는 것을 깨닫고, 자신의 본체와 마력을 버리고, 바깥세계에서 환상들이한 북 하나 구해서 자신의 본체로 삼음. 이 방법이 성공하자, 다른 츠쿠모가미들에게도 알려줌. 능력은 뭐든지 리듬을 타게 만드는 능력. 그녀의 능력은 버티기 스펠카드에서 특징이 잘나온다. 꼭 그렇다고 해서는 아니나, 탄막 나오는 때가(버티기 스펠) 노래와 거의 비슷하다. 하지만 이것을 맞추기 위한 기능이 없기 때문에 조금 지나면 조금씩 달라진다.

### 기존 등장인물

#### 치르노
안개의 호수에 사는 얼음 요정. 레이무 일행을 공격하지만 목적은 없이 단지 거기에 있어서 공격했을 뿐이다.

## 진행
| 스테이지 | 제목                             | 장소                  | 중보스            | 보스              |
| -------- | -------------------------------- | --------------------- | ----------------- | ----------------- |
| 1        | 담수진주의 눈물                  | 안개의 호수           | 치르노            | 와카사기히메      |
| 2        | 버드나무 아래의 듀라한           | 버드나무 운하         | 세키반키          | 세키반키          |
| 3        | 보름날 밤의 요수                 | 미혹의 죽림           | 이마이즈미 카게로 | 이마이즈미 카게로 |
| 4        | 폭풍 속의 불협화음               | 환상향 상공(폭풍)     | 츠쿠모 야츠하시   | 츠쿠모 벤벤       |
| 4        | 폭풍 속의 불협화음               | 환상향 상공(폭풍)     | 츠쿠모 벤벤       | 츠쿠모 야츠하시   |
| 5        | 모든 것이 거꾸로인 세계          | 공중에 뒤집힌 성 내부 | 키진 세이자       | 키진 세이자       |
| 6        | 작은 자의 큰 야망                | 휘침성 천수각         | 키진 세이자       | 스쿠나 신묘마루   |
| EXTRA    | 세계 속 존재에게 울려퍼지는 고동 | 환상향 상공(폭풍)     | 츠쿠모 자매       | 호리카와 라이코   |

## 수록곡
1. 이상한 불제봉 - 타이틀
2. 미스트 레이크 (Mist Lake) - 1면 필드
3. 비경의 머메이드 - 1면 보스전
4. 운하를 오가는 인요 - 2면 필드
5. 버드나무 아래의 듀라한 - 2면 보스전
6. 만월의 죽림 - 3면 필드
7. 고독한 웨어 울프 - 3면 보스전
8. 매지컬 스톰 (Magical Storm) - 4면 필드
9. 환상 정유리 - 4면 보스전
10. 공중으로 가라앉는 휘침성 - 5면 필드
11. 리버스 이데올로기 (Reverse Ideology) - 5면 보스전
12. 침소봉대의 천수각 - 6면 필드
13. 빛나는 바늘의 소인족 ~ Little Princess - 6면 보스전
14. 마력의 뇌운 - Extra 필드
15. 원시의 비트 ~ Pristine Beat - Extra 보스전
16. 망치의 마력 - 엔딩
17. 이상하디 이상한 도구들 - 스탭롤
18. Player's Score - 점수 저장 & 리플레이 저장